# Кызыл (аэропорт)
Аэропорт Кызыл — региональный аэропорт федерального значения, расположен в шести километрах к юго-западу от города Кызыла. Начиная с 2013 года организовано регулярное авиасообщение с Красноярском, Новосибирском, а также с труднодоступными населёнными пунктами Тувинской республики.

## Общие сведения
Согласно концепции развития аэропортовой сети России до 2020 года аэропорт Кызыл входит в число внутрироссийских узловых центров, которые не могут быть закрыты по экономическим или каким-либо другим причинам. Аэропорт открыт для эксплуатации в 1946 году, последний ремонт и модернизация ВПП проведены в 2006 году. В настоящий момент пропускная способность аэровокзала — 250 пасс./час. Предполагается, что после предстоящей комплексной модернизации аэропорт в 2016 году может получить статус международного.

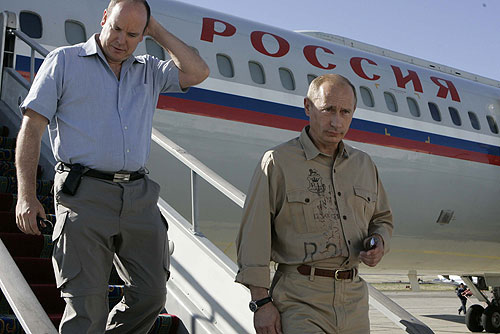
Князь Монако Альбер II и президент России Владимир Путин спускаются с борта Ту-154М авиакомпании «Россия» в аэропорту Кызыла (2007 год)

## Принимаемые типыВС[3]
С максимальным взлётным весом до 75 тонн. Классификационное число ВПП (PCN) 12/R/B/X/T. В связи с этим в 2016 году начата модернизация взлётно-посадочной полосы. На начало 2017 года в работе 1450 метров ВПП.

## Пассажиропоток
Данные из запроса в Викиданные.
| год                       | 2011  | 2012  | 2013  | 2014  | 2015  | 2016  | 2017  | 2018  | 2019 | 2020  | 2021  | 2022  | 2023 | 2024 |
| Пассажиропоток тыс. пасс. | 14,16 | 14,12 | 16,65 | 24,10 | 29,37 | 33,65 | 24,79 | 28,52 | 64,7 | 57,27 | 88,81 | 91,24 | 111  | 120  |

С 28 сентября 2010 прекратились полёты Ан-24 авиакомпании Новосибирск Авиа ввиду их убыточности. Правительством для поддержания авиасообщения достигнута договорённость с компанией ЗАО «Авиа менеджмент групп» об организации рейсов до Красноярска и Новосибирска на самолётах Pilatus-12. 2 самолёта были взяты в лизинг на 3 года. Осенью PC-12 прекратили выполнение регулярных пассажирских перевозок. После прохождения планового ТО остаётся открытым вопрос о возможном дальнейшем использовании данных самолётов для пассажирских перевозок в Туве
В 2012 году достигнута договорённость о начале выполнения бюджетных рейсов из Красноярска на самолёте Let-410 с КрасАвиа. Стоимость билетов на данный рейс вдвое ниже, чем на авиатакси ЗАО «Dexter».
Из аэропорта выполняются регулярные рейсы на самолёте Ан-2 в труднодоступные населённые пункты.
С 18 июня 2013 года авиакомпания «Томскавиа» открыла регулярный рейс в аэропорт Кызыл из аэропорта «Толмачёво».
С 1 марта 2015 года на рейсах в Новосибирск авиакомпанию Томскавиа заменила авиакомпания Таймыр.
Маршрутная сеть (11.2022)
| Авиакомпания | Пункт назначения                                                  | Тип воздушного судна        |
| ------------ | ----------------------------------------------------------------- | --------------------------- |
| Тува авиа    | Кунгуртуг, Тоора-Хем, Чазылары, Ырбан, Северный Аржаан            | Ми-8, Ан-2                  |
| КрасАвиа     | Красноярск (Емельяново) Новосибирск (Толмачёво) Улан-Удэ (Байкал) | ATR 42-500 ATR 72-500 Як-42 |
| ИрАэро       | Москва (Домодедово) Иркутск Новосибирск (Толмачёво)               | Sukhoi Superjet 100         |

## Транспортная связь
Аэропорт связан с городом маршрутным такси №1А.

## Ближайшие аэропорты в других городах
- Дэглий Цагаан в Улаангоме (249 км)
- Абакан (307 км)
- Улгий (436 км)
- Ховд (458 км)

## Примечание
1. ↑  Распоряжение Правительства Российской Федерации от 20 апреля 2016 года № 726-р «Об утверждении перечня аэропортов федерального значения». Дата обращения: 23 апреля 2016. Архивировано 8 мая 2016 года.
2. ↑  Тува-Онлайн: Аэропорт Кызыла включен в опорную сеть аэропортов России
3. ↑  Aviapages.ru Аэропорт Кызыл/Kyzyl. Дата обращения: 28 мая 2009. Архивировано 20 июня 2018 года.
4. ↑  В аэропорту Кызыла продолжаются работы по реконструкции взлетно-посадочной полосы — Официальный портал Республики Тыва. gov.tuva.ru. Дата обращения: 21 января 2017. Архивировано 2 февраля 2017 года.
5. ↑  О предприятии| Аэропорт «Кызыл». Дата обращения: 24 апреля 2022. Архивировано 29 ноября 2020 года.
6. ↑  Объемы перевозок через аэропорты России за январь-декабрь 2015-2016 гг. Росавиация. Дата обращения: 16 января 2018. Архивировано 21 февраля 2017 года.
7. ↑  Объемы перевозок через аэропорты России за январь-декабрь 2017-2018 гг. Росавиация. Дата обращения: 4 августа 2019. Архивировано 30 мая 2016 года.
8. ↑  Объёмы перевозок через аэропорты России за январь-декабрь 2019 года. Росавиация. Дата обращения: 27 октября 2020. Архивировано 30 октября 2020 года.
9. ↑  Объемы перевозок через аэропорты России за январь-декабрь 2021 г. Росавиация. Дата обращения: 4 февраля 2022. Архивировано 4 февраля 2022 года.
10. ↑  Международный терминал аэропорта Кызыл откроется в конце 2023 года. ТАСС (26 января 2023). Дата обращения: 10 февраля 2023. Архивировано 10 февраля 2023 года.
11. ↑  Международный пункт пропуска в аэропорту Кызыла готов к эксплуатации. Дата обращения: 2 мая 2024. Архивировано 23 февраля 2024 года.
12. ↑  В 2024 году объем пассажирских перевозок воздушным транспортом в Туве достиг 120 тысяч человек. 1line.info. Дата обращения: 29 января 2025. Архивировано 9 февраля 2025 года.
13. ↑  [Daily flights from Kyzyl to Krasnoyarsk and Novosibirsk start on the first day of September (англ.). Дата обращения: 9 октября 2012. Архивировано 27 сентября 2016 года. Daily flights from Kyzyl to Krasnoyarsk and Novosibirsk start on the first day of September (англ.)]
14. ↑  Глава Минтранса Тувы дал эксклюзивное интервью еженедельнику «Плюс Информ». Дата обращения: 7 ноября 2012. Архивировано 5 марта 2016 года.
15. ↑  В Кызыл и обратно! (недоступная ссылка)
16. ↑  Новый региональный рейс: из Новосибирска в Кызыл. Дата обращения: 19 июня 2013. Архивировано из оригинала 6 декабря 2013 года.
17. ↑  Авиакомпания «Таймыр» с 1 марта начнет выполнять рейсы из Кызыла в Новосибирск, с апреля — в Иркутск Архивная копия от 2 апреля 2015 на Wayback Machine Официальный портал республики Тыва, 24.02.2015